# Metropolia del Kuban'

Mappa del territorio di Krasnodar.

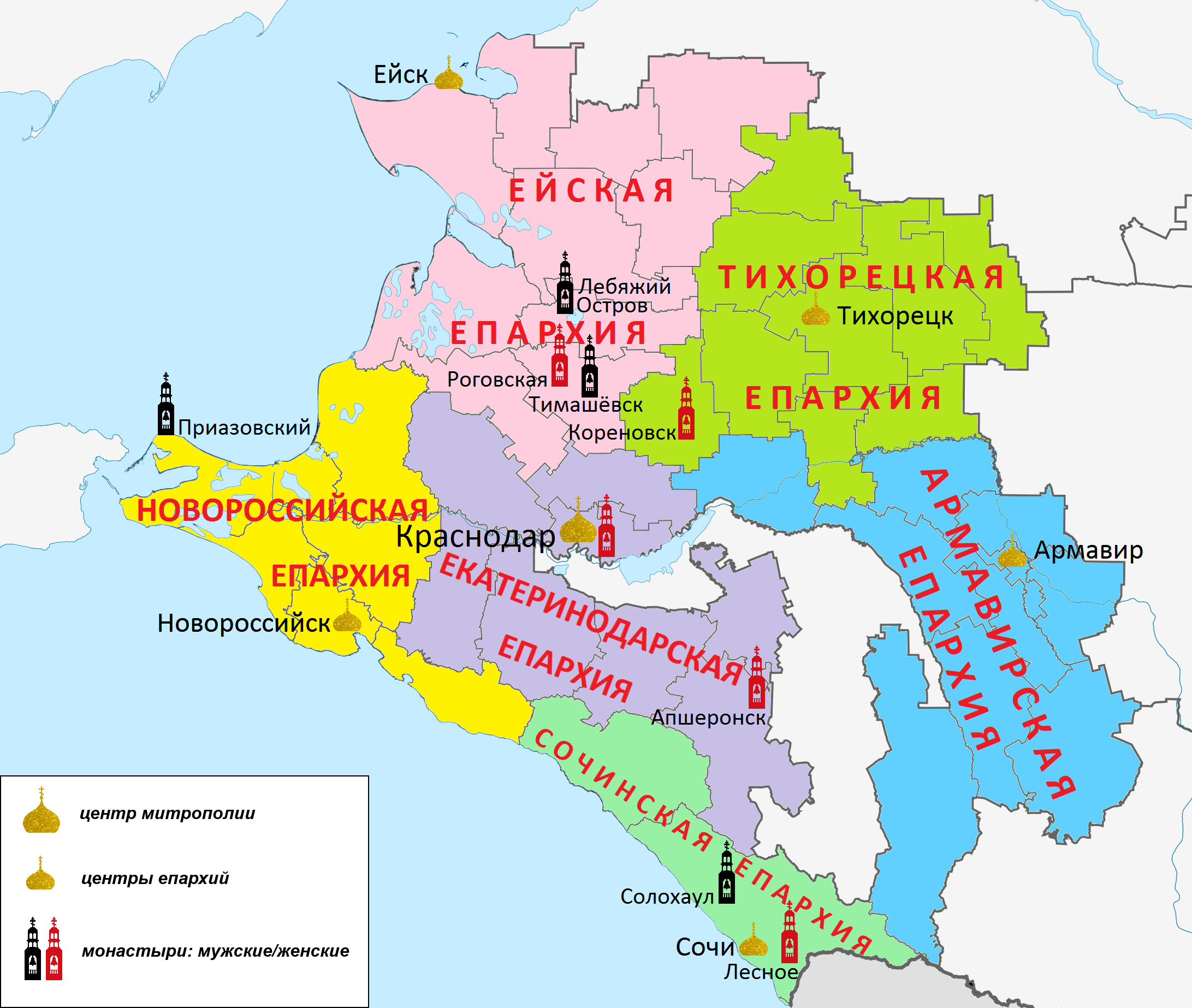
Mappa delle eparchie della metropolia del Kuban'.

La metropolia del Kuban' (in russo Кубанская митрополия?) è una delle province ecclesiastiche che costituiscono la Chiesa ortodossa russa.
Istituita dal Santo Sinodo il 12 marzo 2013, comprende l'intero territorio di Krasnodar nel circondario federale meridionale.
È costituita da sei eparchie:
- Eparchia di Ekaterinodar[3]
- Eparchia di Armavir
- Eparchia di Ejsk
- Eparchia di Novorossijsk
- Eparchia di Soči
- Eparchia di Tichoreck

Sede della metropolia è la città di Krasnodar, il cui vescovo ha il titolo di "Metropolita di Ekaterinodar e Kuban".